# جولييان رودريغيز
جولييان رودريغيز (بالإسبانية: Julián Rodríguez)‏ هو لاعب كرة قدم أرجنتيني في مركز الهجوم، ولد في 11 أبريل 1997 في الأرجنتين. لعب مع Club Comunicaciones ‏.

## وصلات خارجية
- جولييان رودريغيز على موقع قاعدة بيانات كرة القدم.إي يو (الإنجليزية)
- جولييان رودريغيز على موقع Soccerway.com (الإنجليزية)